# Nagroda im. Iwana Wyhowskiego
Nagroda im. Iwana Wyhowskiego – polska nagroda przyznawana od 2014 r. przez Studium Europy Wschodniej Uniwersytetu Warszawskiego pod honorowym patronatem prezydenta Polski w celu uhonorowania przedstawicieli ukraińskich nauk humanistycznych zasłużonych w rozwoju nauki, kultury, życia publicznego i rozwoju społeczeństwa obywatelskiego na Ukrainie. Laureaci otrzymują możliwość rocznego pobytu naukowego na 6 polskich uniwersytetach.
W 2014 r. uhonorowano 4 osoby, w 2015 r., w 2016 r. i 2017 r. po 11 osób, a w 2018 r. 14 osób. W 2019 r. oraz 2020 r. nagroda została wręczona 11 osobom.

## Wybrani laureaci nagrody im. Iwana Wyhowskiego
- Viktor Horobiec z Kijowa – laureat Nagrody im. Iwana Wyhowskiego[3]